# Wilhelm Lüdecke
Wilhelm Lüdecke (Bismark (Altmark), 29 juli 1868 – aldaar, 6 november 1938) was een Duits componist en muziekuitgever.

## Levensloop
Lüdecke kwam vanuit een eenvoudig gezin, zijn vader Friedrich Wilhelm Lüdecke was een ambachtsman. Omdat thuis regelmatig een klein orkest repeteerde ontdekte men het talent van Wilhelm. Ook zijn leraar op school bevorderde de muzikale ontwikkeling. Na de opleiding op school kreeg hij lessen voor trompet, viool en piano van zijn leraar August Bruns. Veel leerde hij ook autodidactisch. Later werd hij lid van een leerlingenorkest, de zogenaamde "Stadtpfeife" in een buurtgemeente Pritzwalk. Aldaar leerde hij als muzikant ook Paul Lincke kennen. Zij bleven voor het hele leven vrienden. Al toen begon hij lichte stukken te componeren en te arrangeren. In 1884 werden 2 werken van hem in de muziekuitgeverij Linsdorf te Dessau gepubliceerd.
In 1894 richtte hij zelf de muziekuitgeverij Lüdecke in zijn woonplaats op en publiceerde zijn composities voortaan zelf. Het bedrijf groeide en in 1920 werd er een drukkerij aangesloten. In de catalogus van de muziekuitgeverij had Lüdecke rond 1200 werken op zijn naam staan. Meestal waren zijn werken in bundelen (albums) samengevat. Heel bekend waren toen zowel het Bismarker dansalbum, als het Bismarker marsalbum (Bismarker Märsche für Harmonie- u. Blechmusik) en het Bismarker concertalbum voor strijk- en blaasmuziek, maar ook de Altmärker Balltänze voor orkest - (Erleichterte Ausgabe des Bismarker Tanz-Album). Hij had toen rond 2000 regelmatige afnemers van zijn uitgaven en exporteerde zowel in Europese landen en naar de Verenigde Staten, Brazilië en Indonesië.
In zijn geboorteplaats is een straat naar hem vernoemd, de Wilhelm-Lüdecke-Straße.

## Composities (Uittreksel)
- Abschied vom Liebchen, wals[4]
- Arm in Arm, rheinländer[5]
- Armors Pfeil, wals
- Auf Befehl, mars
- Ballperlen, polonaise
- Begrüssungsmarsch
- Berliner Leben, mars
- Bitte recht freundlich
- Bunt durcheinander, potpourri
- Clara-Polka-Mazurka
- Damenwahl
- Das gefährliche Alter, polka mazurka
- Der gute Kamerad, mars
- Der Rose Traum
- Deutscher Liederquell, potpourri
- Deutschlands Flotte, mars
- Die lustigen Schützen, mars
- Elfengeflüster in der Weihnachtsnacht, idylle
- Fanny-Polka
- Frühling und Liebe, wals[6]
- Frühlings-Stimmung
- Glücksschweinchen
- Heimatträume, wals
- Heimweh, wals
- Herzensdieb, rheinländer
- Hildegard-Walzer
- Husaren-Marsch
- In aller Frühe, polka
- In der Tanzstunde
- In Liebchens Arm, rheinländer
- In trauter Stunde, rheinländer
- Jubel und Trubel
- Jung gefreit, rheinländer
- Junges Blut, mars
- Kakadu
- Kommt a Vogerl geflogen, polka mazurka
- Kreuz-Polka
- Ländlich, sittlich (Altmärkischer Ländler)
- Lebe wohl, wals
- Leichte Kavallerie, galopmars[7]
- Mädchenherzen, gavotte
- Mädel, Ruck, Ruck, Ruck
- Maienglück, mars
- Niemand hat's gesehen, wals
- Nixenchor, polka
- Pikanterien
- Rate mal, polka
- Sei gegrüßt, polka
- Sie ziert sich, rheinländer
- Springsinsfeld, galop
- Stramm gestanden, mars
- Studenten-Polka
- Süßchen-Polka
- Tändelei
- Trauer-Marsch, treurmars
- Trompeter voran, mars
- Unterm Rebendach
- Verschwiegen, wals
- Wanderers Abschied, polonaise[8]